# Henri Karcher (homme politique, 1748-1811)
Pour les articles homonymes, voir Henri Karcher et Karcher.
Henri Karcher, né le 20 décembre 1748 à Sarre-Union (département du Bas-Rhin), mort le 2 mars 1811 dans la même ville, est un homme politique français.

## Biographie

### Mandat à la Convention
La monarchie constitutionnelle mise en application par la constitution du 3 septembre 1791 prend fin à l'issue de la journée du 10 août 1792 : les bataillons de fédérés bretons et marseillais et les insurgés des faubourgs de Paris prennent le palais des Tuileries. Louis XVI est suspendu et incarcéré, avec sa famille, à la tour du Temple.
En septembre 1792, Henri Karcher est élu député suppléant du département de la Moselle, le troisième et dernier, à la Convention nationale. Il est admis à siéger le 25 brumaire an II (15 novembre 1793) en remplacement de François Nicolas Anthoine. 
Le 18 floréal an III (le 7 mai 1795), il est élu membre de la Commission des Vingt-et-Un, chargée d'examiner la conduite de Joseph Le Bon (député du Nord), accusé d'avoir exercé des violences durant sa mission dans le Nord-Pas-de-Calais. 

### Mandat aux Cinq-Cents
Sous le Directoire, Henri Karcher est réélu député et siège au Conseil des Cinq-Cents. Il est tiré au sort pour quitter le Conseil le 1er prairial an V (le 20 mai 1797). 

## Détail des fonctions et des mandats
Mandats parlementaires
- 8 septembre 1792 - 26 octobre 1795 : Député de la Moselle
- 16 octobre 1795 - 20 mai 1797 : Député de la Moselle

## Sources
- « Henri Karcher (homme politique, 1748-1811) », dans Adolphe Robert et Gaston Cougny, Dictionnaire des parlementaires français, Edgar Bourloton, 1889-1891 [détail de l’édition]